# Carrie e Peter, una storia d'amore
Carrie e Peter, una storia d'amore è un film televisivo del 1979 diretto da John A. Alonzo.

## Trama
Duramente allenata dalla madre, l'adolescente Carrie Harlich ha molto talento come pattinatrice ma le manca la fiducia di vincere. Quando il suo allenatore la accoppia con il bel giocatore di hockey Peter Scoggin III, Carrie trova l'amore e la forza necessaria per arrivare ai campionati nazionali. Ma una serie di sfide e di tragedie sembrano destinate a distruggere le loro speranze. 